# Kanton Marson
Der Kanton Marson war von 1790 bis 2015 ein französischer Wahlkreis im Arrondissement Châlons-en-Champagne, im Département Marne und in der Region Champagne-Ardenne; sein Hauptort war Marson.
Der Kanton Marson war 356,46 km² groß und hatte 9.528 Einwohner (Stand 2006).

## Gemeinden
Der Kanton bestand aus 18 Gemeinden:
| Gemeinde               | Einwohner Jahr | Fläche km² | Bevölkerungsdichte | Code INSEE | Postleitzahl |
| ---------------------- | -------------- | ---------- | ------------------ | ---------- | ------------ |
| Chepy                  | 426 (2013)     | –          | – Einw./km²        | 51149      | 51240        |
| Coupéville             | 189 (2013)     | –          | – Einw./km²        | 51179      | 51240        |
| Courtisols             | 2.472 (2013)   | –          | – Einw./km²        | 51193      | 51460        |
| Dampierre-sur-Moivre   | 113 (2013)     | –          | – Einw./km²        | 51208      | 51240        |
| L’Épine                | 585 (2013)     | –          | – Einw./km²        | 51231      | 51460        |
| Francheville           | 218 (2013)     | –          | – Einw./km²        | 51259      | 51240        |
| Le Fresne              | 71 (2013)      | –          | – Einw./km²        | 51260      | 51240        |
| Marson                 | 296 (2013)     | –          | – Einw./km²        | 51354      | 51240        |
| Moivre                 | 53 (2013)      | –          | – Einw./km²        | 51371      | 51240        |
| Moncetz-Longevas       | 538 (2013)     | –          | – Einw./km²        | 51372      | 51470        |
| Omey                   | 225 (2013)     | –          | – Einw./km²        | 51415      | 51240        |
| Pogny                  | 914 (2013)     | –          | – Einw./km²        | 51436      | 51240        |
| Poix                   | 76 (2013)      | –          | – Einw./km²        | 51438      | 51460        |
| Saint-Germain-la-Ville | 642 (2013)     | –          | – Einw./km²        | 51482      | 51240        |
| Saint-Jean-sur-Moivre  | 202 (2013)     | –          | – Einw./km²        | 51490      | 51240        |
| Sarry                  | 2.084 (2013)   | –          | – Einw./km²        | 51525      | 51520        |
| Somme-Vesle            | 424 (2013)     | –          | – Einw./km²        | 51548      | 51460        |
| Vésigneul-sur-Marne    | 249 (2013)     | –          | – Einw./km²        | 51616      | 51240        |

## Bevölkerungsentwicklung
| 1962 | 1968 | 1975 | 1982 | 1990 | 1999 | 2006 | 2012 |
| ---- | ---- | ---- | ---- | ---- | ---- | ---- | ---- |
| 5091 | 5384 | 6421 | 7804 | 8976 | 9067 | 9528 | 9777 |